# المشبة (ملحان)

تعديل مصدري - تعديل

المشبة هي إحدى قرى عزلة العسوس بمديرية ملحان التابعة لمحافظة المحويت، بلغ تعداد سكانها 852 نسمة حسب تعداد اليمن لعام 2004.